# Under17
Under 17 (アンダーセブンティーン "andaa sebuntin"、アンセブ "ansebu"), Fue una banda de J-pop y J-rock, formada en la década de 2000.

## Biografía
Under17 compuso canciones pará gran cantidad de videojuegos y animes, como DearS, Kujibiki Unbalance, Angel Rabbie y Mouse.
La mayoría de sus canciones se compusieron para introducir videojuegos para adultos de estética lolicon. Su popularidad dominaba sobre todo en el distrito de Akihabara, en Tokio, donde Haruko Momoi ya era conocida como Idol y referente para muchos otakus.

## Separación
En septiembre de 2004 el dúo se disuelve, y así Haruko Momoi y Masaya Koike separan sus diferencias artísticas.

## Miembros
- Haruko Momoi (vocalista, autora, y compositora)
- Masaya Koike (guitarrista, arreglos, compositor)

## Canciones más conocidas
- Tenbatsu! ANGEL RABBIE (Judgment! XX Angel Rabbie) (Anime)
- Koi no Milkyway (Milkyway2) (Videojuego)
- Ichigo GO!GO! (Ichigo Da) (Videojuego)
- Nostalgia (Majokko a'la Mode) (Videojuego)
- SHE·KNOW·BE ～Koi no Himitsu～ (Nin Chikku Haato) (Videojuego)
- Tsurupito Na Koi (Suku Mizu ～Fechi ni Naru Mon!～) (Videojuego)
- Mouse Chu Mouse (Mouse) (Anime)
- Popotan Hatake de Tsukamaete (Popotan) (Anime)
- Gem Stone (with Funta) (Popotan) (Anime)
- Love Slave (DearS) (Anime)
- Kujibiki Unbalance (Kujibiki Unbalance) (Anime)
- Kagayaki Cyalume (Kujibiki Unbalance) (Anime)

- Datos: Q1149846